# Lưu Nguyên (nhà Thanh)
Lưu Nguyên (chữ Hán: 刘源, ? – ?), tự Bạn Nguyễn, người Tường Phù, Hà Nam, là họa sĩ, nhà thiết kế mỹ thuật công nghệ cung đình đời Thanh. Ông từng thiết kế gốm ngự của trấn Cảnh Đức, số lượng lên đến hàng trăm loại, góp phần đưa gốm đời Thanh vượt qua gốm đời Minh.

## Cuộc đời và sự nghiệp
Gia đình của Nguyên ở Liêu Dương, vì thế ông có hộ tịch thuộc Hán quân bát kỳ. Giữa thời Khang Hy, Nguyên được nhận hàm Hình bộ chủ sự, nhưng ông chỉ cung phụng nội đình  từng giám đốc xây dựng 2 cửa quan Vu Hồ, Cửu Giang, bộc lộ tay nghề tuyệt luân.
Nguyên từ nhỏ khéo vẽ, từng vẽ tranh công thần gác Lăng Yên của nhà Đường, đem khắc in mà lưu hành, được Ngô Vĩ Nghiệp tặng thơ kỷ niệm . Đến khi vào nội đình, Nguyên vẽ trúc trên vách cung điện, thể hiện cành trong gió, lá dưới mưa vô cùng sinh động, được người đương thời khen ngợi.
Nguyên tự tay chế ra mực Thanh Yên, được đánh giá cao hơn các loại mực Liêu Thiên Nhất, Thanh Lân Tủy (đều có từ đời Tống); nhờ mực này mà ông có thể khắc trọn bài Đằng vương các tự (滕王阁序), cả bộ Tâm kinh (心经),... trên một cái hốt, đường nét đều sáng rõ.
Nguyên phụng sắc chế tạo con dấu của Thái hoàng thái hậu cùng Hoàng quý phi; ông cho thấy khả năng dùng phương pháp Bát chá vô cùng tinh diệu .
Bấy giờ trấn Cảnh Đức của Giang Tây sắp mở lò gốm ngự, Nguyên trình lên thiết kế của vài trăm loại. Về hình dáng, Nguyên tham khảo xưa nay, kết hợp trào lưu mới, làm ra vẻ đầy đặn tinh xảo; về hình ảnh, các tranh của nhân vật, sông núi, chim hoa đều cực kỳ đẹp mắt. Đến khi thành phẩm, lò gốm ngự này đạt được độ tinh mỹ vượt qua gốm đời Minh.
Ngoài ra, vật dụng của hoàng cung bằng gỗ hoặc sơn mài, phần lớn do Nguyên trông coi việc chế tác, rất được Khang Hy đế ưa chuộng. Đến khi mất, vì Nguyên không có con, đế mệnh cho quan lại cúng trà rượu, thị vệ vác linh cữu, trạm dịch đưa tang về quê, lễ ngộ hơn hẳn mọi người.

## Tác phẩm
Mực thơm mà Khang Hy đế sử dụng (Ngự hương mặc) được Nguyên tự tay làm ra, hiện nay Cố cung bác vật viện (故宫博物院) trưng bày 14 khối mực (mặc đĩnh), lần lượt có tên như sau: Tùng Phong Thủy Nguyệt (松风水月), Thái Bình Hữu Tượng (太平有象), Long Đức (龙德), Hữu Ngu Thập Nhị Chương (有虞十二章), Quốc Bảo (国宝), Quỳ Long Tôn (夔龙尊), Tống Nghiễn (宋砚), Đường Cầm (唐琴), Bối Diệp (贝叶), Ngọc Bội (玉佩), Thiên Thu Giám (千秋鉴), Thương Bích (苍璧), Kim Cương Tháp (金刚塔), Đằng Vương Các (滕王阁).